# Marián Bokor
Marián Bokor (ur. 17 kwietnia 1977 w Trnawie) – słowacki lekkoatleta specjalizujący się w rzucie oszczepem.
W 2000 i 2004 bez powodzenia startował w igrzyskach olimpijskich. Odpadł w eliminacjach mistrzostw świata (2005) oraz mistrzostw Europy (2006). Ósmy oszczepnik światowych igrzysk wojska z 2007 roku. Wielokrotny reprezentant Słowacji w pucharze Europy i zimowym pucharze Europy w rzutach oraz medalista mistrzostw kraju. 
Rekord życiowy: 83,38 (31 lipca 2000, Nitra).  

## Osiągnięcia
| Rok  | Impreza                        | Miejsce          | Pozycja           | Wynik |
| ---- | ------------------------------ | ---------------- | ----------------- | ----- |
| 1998 | I liga pucharu Europy          | Budapeszt        | 2. miejsce        | 76,40 |
| 1999 | II liga pucharu Europy         | Pula             | 2. miejsce        | 76,40 |
| 2000 | II liga pucharu Europy         | Bańska Bystrzyca | 1. miejsce        | 79,52 |
| 2000 | Igrzyska olimpijskie           | Sydney           | el. – 27. miejsce | 75,49 |
| 2002 | Zimowy puchar Europy w rzutach | Pula             | 3. miejsce        | 76,91 |
| 2003 | Światowe igrzyska wojskowych   | Katania          | 5. miejsce        | 71,22 |
| 2004 | II liga pucharu Europy         | Nowy Sad         | 2. miejsce        | 73,86 |
| 2004 | Igrzyska olimpijskie           | Ateny            | el. – 17. miejsce | 71,74 |
| 2005 | I liga pucharu Europy          | Gävle            | 5. miejsce        | 73,85 |
| 2005 | Mistrzostwa świata             | Helsinki         | el. – 19. miejsce | 74,81 |
| 2005 | Uniwersjada                    | Izmir            | 8. miejsce        | 73,64 |
| 2006 | II liga pucharu Europy         | Bańska Bystrzyca | 1. miejsce        | 77,37 |
| 2006 | Mistrzostwa Europy             | Göteborg         | el. – 20. miejsce | 72,54 |
| 2007 | I liga pucharu Europy          | Vaasa            | 4. miejsce        | 72,20 |
| 2007 | Światowe igrzyska wojskowych   | Hajdarabad       | 8. miejsce        | 70,18 |
| 2008 | II liga pucharu Europy         | Bańska Bystrzyca | 1. miejsce        | 74,19 |